# Озал, Тевфик Ахмет
Тевфик Ахмет Озал (род. 3 декабря 1955, Анкара) — турецкий политик курдского происхождения, один из основателей компаний «Uzan Group» и «Özal Group», сын президента Турции Тургута Озала.

## Биография
Родился 3 декабря 1955 года в Анкаре. Окончил университет Северной Каролины. В 1979—1988 годах работал в Международном валютном фонде. В 1989 году совместно с Джемом Узаном Ахмет Озал создал первый в Турции частный канал «Magic Box» (ныне «Star TV»).
В 1999 году Ахмет Озал, будучи беспартийным, был избран членом Великого национального собрания. В 2002 году он стал членом партии Отечества. В марте 2009 года Озал баллотировался в мэры Стамбула, но проиграл выборы, получив менее одного процента голосов. После объединения партии Отечества с демократической партией Ахмет Озал был избран заместителем председателя партии.
Озал неоднократно заявлял, что его отец Тургут Озал был убит. По его мнению, за убийством могли стоять спецслужбы СССР, которые хотели воспрепятствовать попыткам Тургута Озала объединить тюркские страны Средней Азии. В 2013 году Ахмет Озал заявил, что незадолго перед покушением на Тургута в 1988 году у президентского самолёта, на котором летели Ахмет и Тургут Озалы, отказал двигатель. Позднее фирма-производитель самолёта заявил, что в ходе данного инцидента существовала 95 % вероятность взрыва самолёта.
Ахмет Озал входил в состав правления Университета Тургута Озала, который был закрыт в 2016 году по обвинению в связях с движением Гюлена.